# Identitære bevægelse
Generation Identitær, De identitære eller Den identitære bevægelse er en højreekstrem ungdomsgruppe med afdelinger i flere europæiske lande, blandt andet Danmark. Bevægelsen er optaget af at fremme en stærk 'etnokulturel identitet', og er imod 'befolkningsudskiftning', som de betegner som en gradvis udskiftning af de europæiske folk med ikke-vestlige migranter. De beskriver sig selv som en 'metapolitisk' organisation uden nogen form for tilknytning til politiske partier. Bevægelsens erklærede mål er at skabe et patriotisk alternativ til det, de betegner som "den nuværende venstredrejede ungdomskultur", og at værne om det europæiske folk og civilisation med særskilte nationale og regionale kulturer.
Den tyske afdeling af Generation Identitær er klassificeret som højreekstremistisk af den tyske efterretningstjeneste Bundesamt für Verfassungsschutz. Gruppen er beskrevet som den "mest aktive ekstreme højrefløjsbevægelse i Tyskland". Tænketanken Institute for Strategic Dialogue, der iagttager politisk ekstremisme, kalder Generation Identitærs greb i de unge for “radikaliseringen af generation Z”. Gruppen undgår forsætligt ekstremistiske symboler og bruger "hipstersymboler". Den øvre aldersgrænse for medlemskab i Danmark er 30 år. Selv betegner bevægelsen sig som modstandere af nationalsocialisme, kommunisme og liberalisme, samt ekstremisme generelt.
Grupperne foretager især aktioner, hvor de udruller store bannere med temaer som: Sikre grænser, Remigration, Indvandringsstop og Forsvar Europa på offentlige steder.
Bevægelsens afdeling i Frankrig Génération Identitaire blev forbudt i 2021. Den franske regering mente at organisationen havde "milits"-karakter og åbent havde krig mod modstandere som mål.

## Historie
Bevægelsen opstod i Frankrig som Génération Identitaire i 2002, også kaldt Jeunesses identitaires, og 6. april 2003 grundlagdes officielt Bloc identitaire; senere blot kaldt Les Identitaires. Den har siden bredt sig til flere europæiske lande, bl.a. Tyskland, Østrig, Italien, Storbritannien og Danmark. Det er dog ikke alle afdelinger af Generation Identitær, der er blevet anerkendt af moderorganisationen i Frankrig.
I 2020 blokerede YouTube flere kanaler for Identitære bevægelsen på grund af højreekstremistisk indhold.

## Danmark
Den danske afdeling af den identitære ungdomsbevægelse har navnet "Generation Identitær". Den opstod i 2017 og blev formelt anerkendt i 2018. Bevægelsen har stået bag flere offentlige aktioner, blandt andet uddeling af hjemrejsebilletter. I 2025 holdt den danske afdeling i Gislev på Fyn en sammenkomst, der blev fysisk angrebet af politiske modstandere, og det førte til en debat i Fyns Amts Avis, der viser standpunkterne og de to sider i sagen.

## Kontroversielle sager
Den tyske afdeling af Generation Identitær, Identitäre Bewegung, er siden 2019 klassificeret som "klart højreekstremistisk" af den tyske efterretningstjeneste BfV og bliver aktivt overvåget.
En kritiseret dokumentar fra den arabiske TV-Kanal Al-Jazeera, udgivet i december 2018, kalder den franske afdeling militant, og viser angiveligt medlemmer af bevægelsen, som overfalder indvandrere på gaden og heiler. Generation Identitær hævder selv, at personerne aldrig har været medlem af bevægelsen.
Den østrigske regering overvejede i 2018 om den kunne opløse den østrigske afdeling af Generation Identitær. Det blev dog blev afvist af de østrigske domstole, med begrundelsen at Generation Identitær ikke har karakter af kriminel organisation.
Efterforskningen af Moskéangrebet i Christchurch i 2019 viste, at gerningsmanden havde doneret penge til et fremtrædende medlem af den østrigske afdeling, Martin Sellner. Sellner blev dog senere frifundet, og politiets og pressens håndtering af sagen blev kritiseret af domstolene. Martin Sellner er permanent udelukket fra indrejse i Storbritannien pga. sine ekstremistiske synspunkter.

## I fiktion
Den identitære bevægelse optræder i Michel Houellebecqs nærfremtids-roman Underkastelse, hvor der omtales sammenstød mellem de identitære og indvandrerbander i Paris' forstæder.